# Carpelimus nitidus
Carpelimus nitidus är en skalbaggsart som först beskrevs av Baudi 1848.  Carpelimus nitidus ingår i släktet Carpelimus, och familjen kortvingar. Arten har ej påträffats i Sverige.